# Ambroise Kotamba Djoliba
Ambroise Kotamba Djoliba (* 1938 in Siou; † 15. März 2024) war ein togoischer Geistlicher und römisch-katholischer Bischof von Sokodé.

## Leben
Ambroise Kotamba Djoliba besuchte die katholischen Schule von Siou (1947–1952) und trat er in das Knabenseminar von Sainte-Jeanne-d'Arc in Ouidah in Dahomey, dem heutigen Benin, ein. Im Großen Seminar von Saint-Gall in Ouidah absolvierte er seine philosophische und theologische Ausbildung und empfing am 11. April 1966 die Priesterweihe für das Bistum Sokodé durch Chrétien Bakpessi, Bischof von Sokodé. Als Priester übte er zahlreiche pastorale, geistliche und pädagogische Aufgaben in Pfarreien, Seminaren und Institutionen aus. 1992 wurde er zum Diözesanadministrator von Sokodé gewählt.
Papst Johannes Paul II. ernannte ihn am 5. April 1993 zum Bischof von Sokodé. Der Erzbischof von Lomé, Philippe Fanoko Kossi Kpodzro, spendetete ihm am 7. August desselben Jahres die Bischofsweihe; Mitkonsekratoren waren Jean Marie Louis Bonfils SMA, Bischof von Viviers, und Léon Hégelé, Weihbischof in Straßburg.
Am 3. Januar 2016 nahm Papst Franziskus seinen altersbedingten Rücktritt an.
Ambroise Kotamba Djoliba starb am 15. März 2024 im Alter von 86 Jahren.